# Sorry Bhai!
Sorry Bhai! (tzn Wybacz, bracie!) – bollywoodzka komedia z 2008 roku w reżyserii Onira. W rolach głównych Sharman Joshi, Chirmangada Singh, Sanjay Suri, w drugoplanowych Shabana Azmi, Boman Irani. Tematem filmu jest historia trójkąta miłosnego rozegrana między braćmi na wyspie Mauritius.

## Fabuła
Naveen (Boman Irani) i Gayatri Mathur (Shabana Azmi) – on radosny, pełen zrozumienia dla innych, ona władcza, skłonna do szantażu uczuciowego. Razem cieszą się sobą w małżeństwie, w którym wychowali dwóch synów. Po latach rozumieją się w pół słowa. Dumni z osiągnięć swojego młodszego syna naukowca, rozbawieni jego roztargnieniem. Wspierają go, gdy jego chłopięce marzenia  spotykają się z szyderstwem ludzi. Po wyjeździe kilka lat temu na Mauritius ulubieńca matki Harshwardhana (Sanjay Suri) pozostał im w domu tylko Sid (Sharman Joshi). To on otrzymuje teraz od starszego brata zadanie udobruchania rozżalonej latami oddalenia matki. Harsh żeni się i pragnie przyjazdu całej swojej rodziny na Mauritius. Na wyspie okazuje się jak te lata poza Indiami zmieniły go. Z idealisty i marzyciela  Harshwardhana przemienił się w żądnego kariery i pieniędzy Harry'ego. Także jego narzeczonej, bojkotowanej przez Gayetri  Aliyah (Chitrangada Singh), trudno jest pogodzić się z odrywającymi go wciąż od niej setkami SMS-ów i planami wyjazdu z jej ukochanego Mauritiusu do Nowego Jorku. Na tydzień przed ślubem Harsh nadal nie ma dla niej czasu.  Jego miejsce przy Aliyah zajmuje Sid. Spędzają ze sobą coraz więcej czasu. Aliyah nie może od niego oderwać oczu, gdy ten gra na saksofonie. Zaczyna od niego uczyć się miłości do jazzu. On wysłuchuje jej zwierzeń.

## Obsada
- Shabana Azmi Gayatri  Mathur(matka)
- Boman Irani Navin Mathur (ojciec)
- Sanjay Suri Harshwardhan, starszy syn
- Sharman Joshi Sid, młodszy brat

## Piosenki
1. Pal Ya Pal -  (Chauhan, Chayan Adhikari)
2. Jalte Hain -  (Abhishek Nailwal, K.K.)
3. Mere Khuda -  (K.K.)
4. Sorry Bhai -  Boygroup-Style  (K.K., Sunidhi Chauhan, Abhishek Nailwal)